# Sascha Wörgetter
Sascha Wörgetter (* 22. Oktober 1993 in St. Johann in Tirol) ist ein österreichischer Fußballspieler auf der Position eines Mittelfeldspielers. Er ist derzeit beim SV Westendorf aktiv.

## Karriere
Wörgetter begann seine Karriere beim SK St. Johann in Tirol. Ab 2007 spielte er zusätzlich in der AKA Tirol. In der Winterpause der Saison 2010/11 wurde er vom Bundesligaklub FC Wacker Innsbruck verpflichtet. Für dessen Amateure debütierte er im April 2011 in der Regionalliga, als er am 23. Spieltag jener Saison gegen den TSV Neumarkt in der Halbzeitpause für Manuel Gstrein eingewechselt wurde.
Im März 2012 stand er gegen die SV Ried erstmals im Kader der Profis. Sein Debüt in der höchsten österreichischen Spielklasse gab der Mittelfeldspieler unter Trainer Walter Kogler am 7. April 2012 gegen den späteren Meister FC Red Bull Salzburg. Wörgetter wurde in der 63. Minute für Muhammed Ildiz eingewechselt und bekam wegen eines Fouls eine gelbe Karte. Das Spiel in Wals-Siezenheim wurde 0:2 verloren.
Zur Saison 2013/14 wechselte er zum Regionalligisten WSG Wattens. In seiner ersten Saison bei Wattens absolvierte er 27 Spiele in der Regionalliga West, in denen er zwei Tore erzielte. In der darauffolgenden Saison machte er sechs Tore in 29 Ligaspielen.
Zur Saison 2015/16 schloss er sich dem Ligakonkurrenten FC Kitzbühel an. Mit Kitzbühel musste er zu Saisonende in die Tiroler Liga absteigen. In der Saison 2016/17 konnte man als Meister der Tiroler Liga allerdings direkt wieder in die Regionalliga aufsteigen. In der Aufstiegssaison kam er in 27 Partien zum Einsatz und erzielte dabei sechs Treffer.